# الثمين (وشحة)

تعديل مصدري - تعديل

الثمين هي إحدى قرى عزلة بنى سعد بمديرية وشحة التابعة لمحافظة حجة، بلغ تعداد سكانها 369 نسمة حسب تعداد اليمن لعام 2004.